# دوري كرة القدم السلوفيني الدرجة الثالثة 1994–95
دوري كرة القدم السلوفيني الدرجة الثالثة 1994–95 هو موسم من دوري كرة القدم السلوفيني الدرجة الثالثة ‏. فاز فيه NK Šentjur (defunct) ‏.